# Thecla miranda
Thecla miranda är en fjärilsart som beskrevs av Frederick DuCane Godman och Osbert Salvin 1887. Thecla miranda ingår i släktet Thecla och familjen juvelvingar. Inga underarter finns listade i Catalogue of Life.